# Littleton (Colorado)
Littleton és una població dels Estats Units a l'estat de Colorado. Segons el cens del 2000 tenia 40.340 habitants.

## Demografia
Segons el cens del 2000, Littleton tenia 40.340 habitants, 17.313 habitatges, i 10.387 famílies. La densitat de població era de 1.152 habitants per km².
Dels 17.313 habitatges en un 28% hi vivien nens de menys de 18 anys, en un 47,3% hi vivien parelles casades, en un 9,2% dones solteres, i en un 40% no eren unitats familiars. En el 33,3% dels habitatges hi vivien persones soles l'11,1% de les quals corresponia a persones de 65 anys o més que vivien soles. El nombre mitjà de persones vivint en cada habitatge era de 2,29 i el nombre mitjà de persones que vivien en cada família era de 2,96.
Per edats la població es repartia de la següent manera: un 23,3% tenia menys de 18 anys, un 8,2% entre 18 i 24, un 30,1% entre 25 i 44, un 24,2% de 45 a 60 i un 14,2% 65 anys o més.
L'edat mediana era de 39 anys. Per cada 100 dones de 18 o més anys hi havia 91 homes.
La renda mediana per habitatge era de 50.583 $ i la renda mediana per família de 64.671 $. Els homes tenien una renda mediana de 43.698 $ mentre que les dones 33.377 $. La renda per capita de la població era de 28.681 $. Entorn del 3,9% de les famílies i el 6% de la població estaven per davall del llindar de pobresa.

## Poblacions més properes
El següent diagrama mostra les poblacions més properes.